# Judería de Jerez de la Frontera

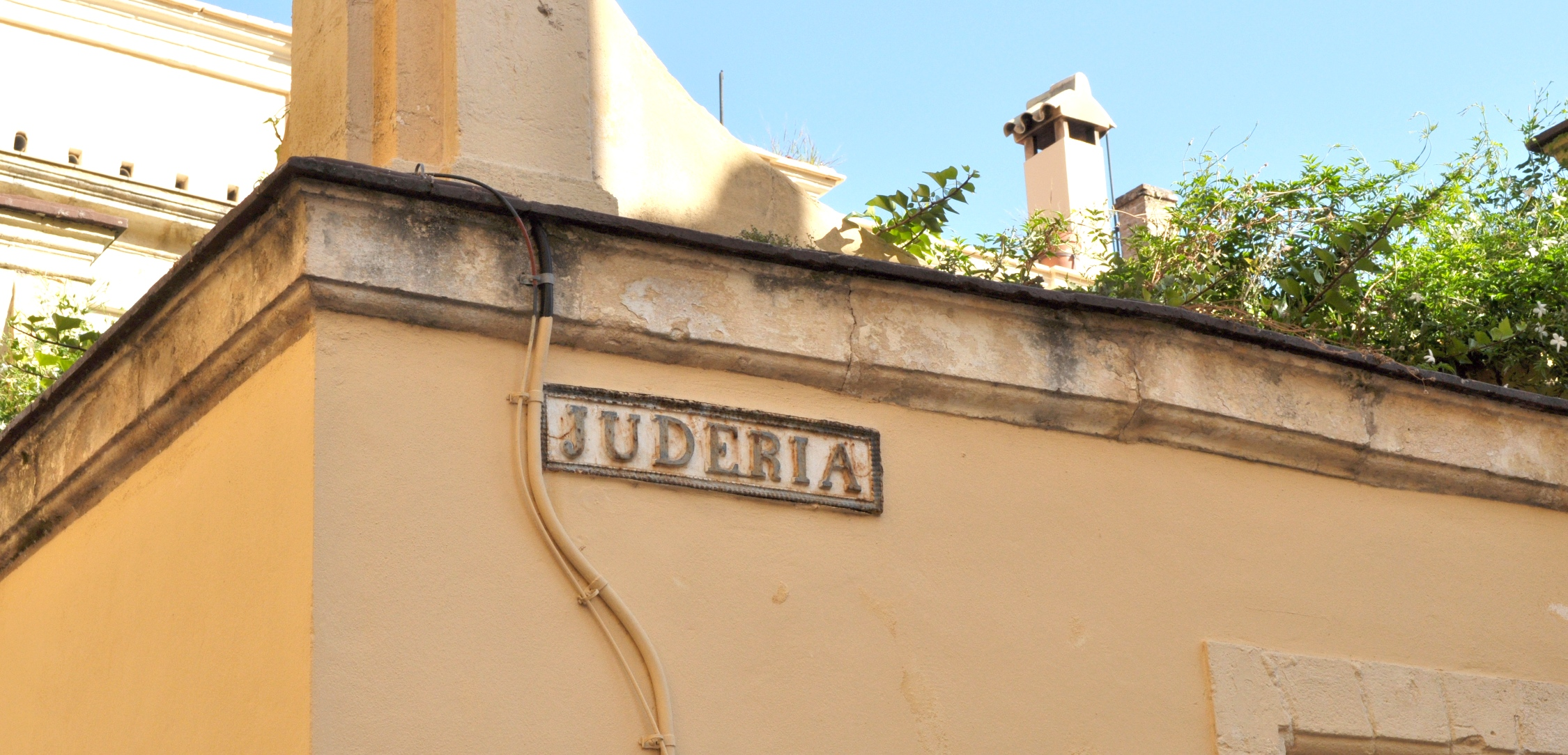
La calle Judería, Jerez de la Frontera.

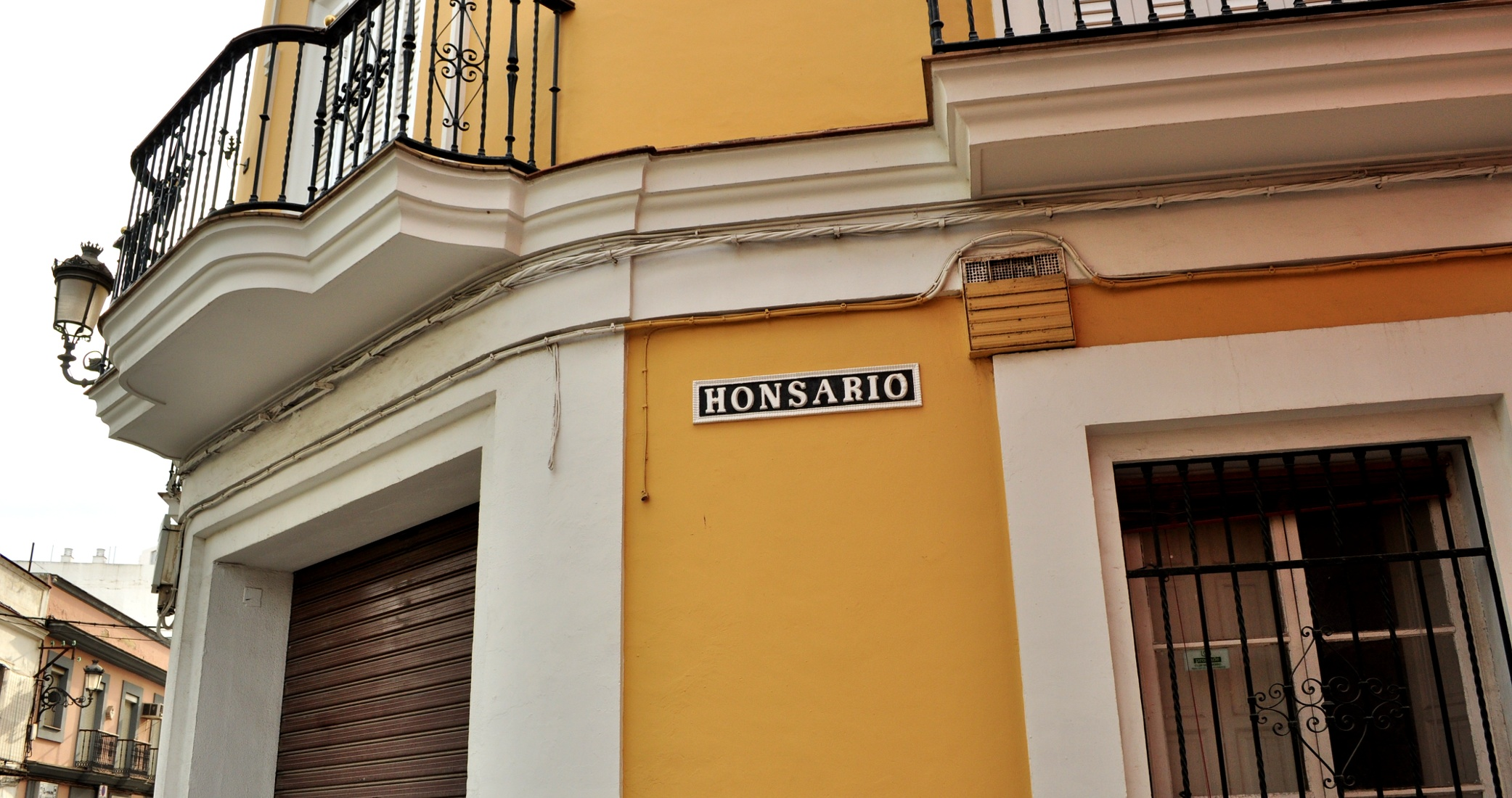
La calle Honsario, donde se encontraba el fonsario o cementerio judío.

La Judería de Jerez (Andalucía, España) destaca como una de las juderías más relevantes de Andalucía, junto con las de Sevilla y Córdoba. Fue un barrio anejo a la collación de San Dionisio y al barrio intramuro del Algarve. Al interior del barrio hebreo se accedía por una puerta llamada de la Judería.
La judería se encontraba delimitada entre la Puerta de Sevilla y la Puerta Real, estando incluidas las actuales calles de Tornería, calle Judería, calle Eguilaz, calle San Cristóbal, calle Álvar López, calle Cuatro Juanes, Plaza del Banco y Plaza del Progreso. 
Posteriormente, cerca del muro que unía la Puerta de Sevilla y la Puerta Real, en el actual barrio de San Pedro, se creó el fonsario o cementerio judío.

## Origen
Durante el periodo andalusí, Jerez formaba parte de la poderosa Cora de Saduna. Formaban parte también de dicha Cora, entre otras: Arcos de la Frontera, Conil de la Frontera, Cádiz y Rota. Jerez fue capital y centro de dicha cora. 
Tras la reconquista cristiana de Jerez, sus pobladores, entre ellos la mayor parte de los judíos, huyen hacia los reinos andalusíes del Reino de Granada. 
La ciudad tuvo que ser repoblada por Alfonso X el Sabio y se constituyó una numerosa comunidad hebrea en Jerez. Integrada por más de noventa familias, llegaron de diversos lugares de la geografía peninsular. Los repartidores los instalaron en un barrio aparte separado del resto de la ciudad por una muralla. 
La mayor parte de ellos procedían de Castilla la Vieja (apellidos como Castellano, Carrión, Castro...), y otros provenían del Algarve portugués recién conquistado por Alfonso X.
A esta comunidad se le dio en el repartimiento, además de casas, una serie de edificios para uso común; una alhóndiga o almacén para la venta de harina; dos sinagogas y un antiguo almacén para ser transformado en casa de merced, donde se alojaban temporalmente los judíos en tránsito o los rescatados del cautiverio. Todas estas dependencias giraban alrededor de la actual calle de la Judería, antaño llamada Calle de la Sinagoga.

## La judería tras la Reconquista

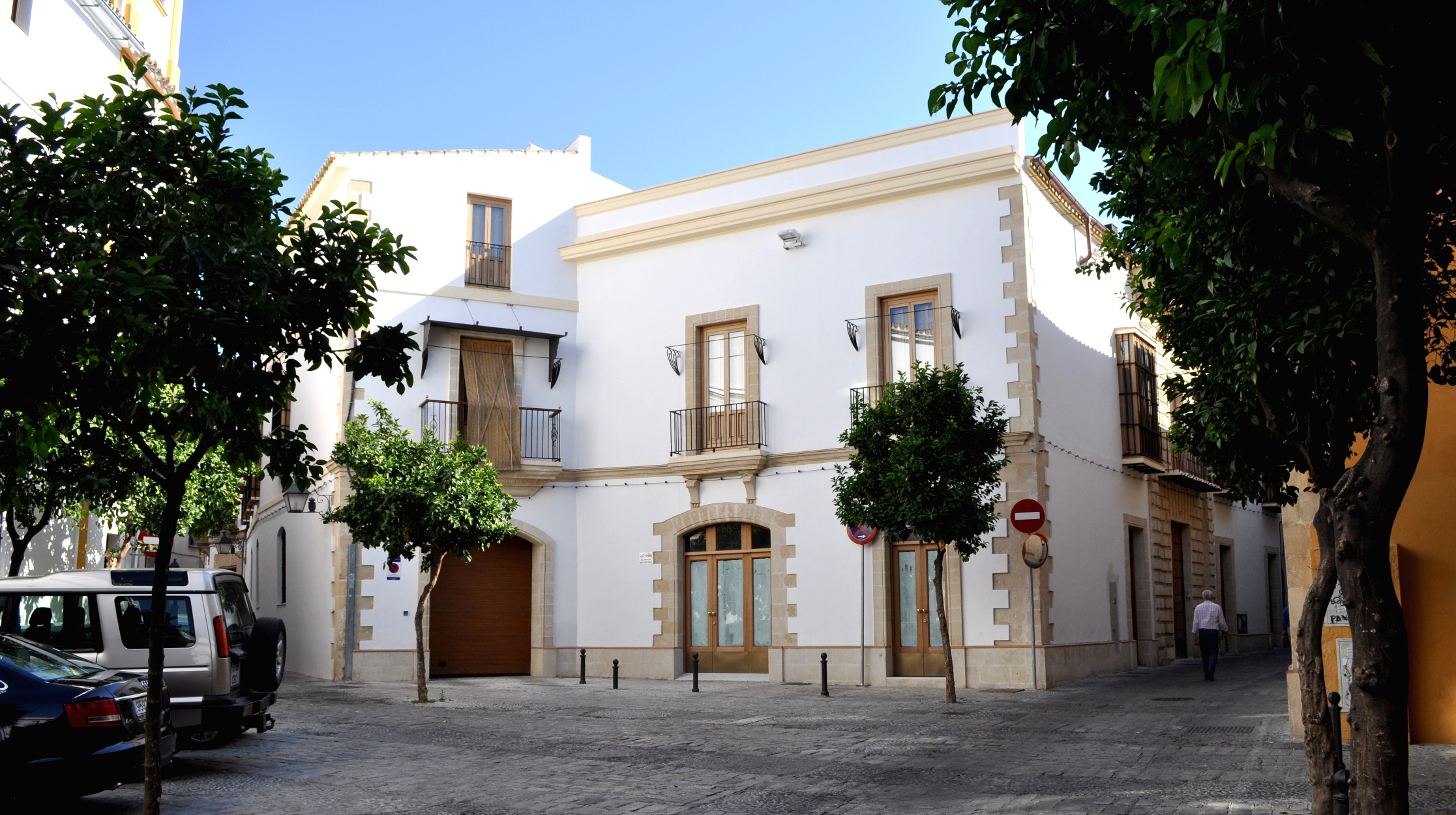
Plaza Santo Ángel, donde estuvo la segunda sinagoga.

En 1264, el Jerez de la reconquista cristiana mantenía un abigarrado conjunto de calles y callejas, en el que predominaban las casas pequeñas o moriscas, además de casas de vecindario y casas grandes. 
La judería contaba con dos sinagogas: una de ellas se encontraba en la actual calle Judería y la segunda, menor, en la actual Plaza de Santo Ángel. Ésta se arruinó en 1479 y no se volvió a levantar.
En los barrios judíos las calles se tornaban estrechas, tortuosas, casi impracticables, porque había que aprovechar al máximo el espacio habitable disponible, pero la judería de Jerez estaba muy bien organizada, incluyendo las dos sinagogas y otras instituciones comunitarias. 
En el barrio judío jerezano vivían cristianos, y asimismo había judíos que habitaban fuera de ella, con lo cual el contacto interreligioso parece que en no pocos períodos fue fluido y próspero. La mayoría de los residentes en la judería tenía sus medios de vida y trabajo fuera de ella. Se les había autorizado a poseer tiendas y talleres en la zona del mercado, pero las autoridades insistían una y otra vez en la necesidad de que se retirasen a sus casas antes de que cerrara la noche, cuando las puertas de la judería se cerraban.
La población de la judería creció tanto que a finales del siglo XV, antes de su expulsión, contaba entre tres y cinco mil habitantes.
La única parcela fuera de los límites de la judería fue el cementerio judío, o fonsario, ubicado en la zona extramuros de la muralla, actualmente calle Honsario.

## Libro del Repartimiento de la Judería
En el Libro del Repartimiento dictado por Alfonso X el Sabio en 1266 se señala las noventa casas asignadas a los judíos, juntos con los nombres de los noventa cabezas de familia.
El Libro del Repartimiento de Alfonso X el Sabio aporta muy pocas noticias sobre sus oficios. Cita a un alfayate (sastre), a un alamín o maestro de tejedores y a un carnicero. Sólo en un caso alude a un labrador. Destaca la existencia de hasta tres rabinos o doctores de la ley talmúdica. 
1. Abanet Alvardero
2. Aboçet abén Açota
3. Abrahén abén Acot
4. Don Çag abén Acot
5. Don Yhudá aben Acot
6. Don Çag aben Columiel
7. Abén Ful. Hijos de Abén Ful
8. Abrahén abén Corbo
9. Don Samuel abén Fudaida
10. Don Yhudá abén Hadayda
11. Abén Hayn
12. Çag abén Hení

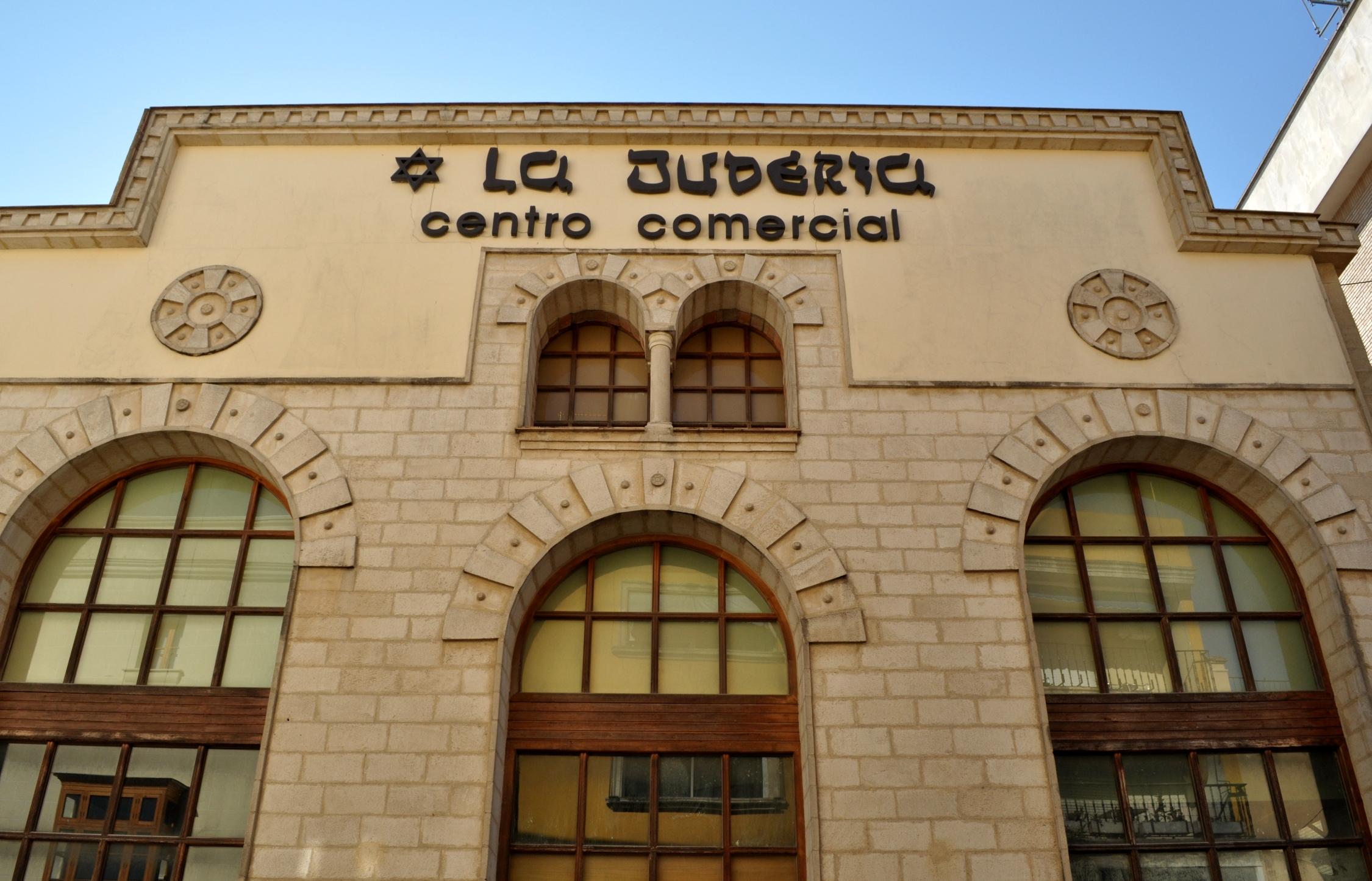
Centro Comercial La Judería.

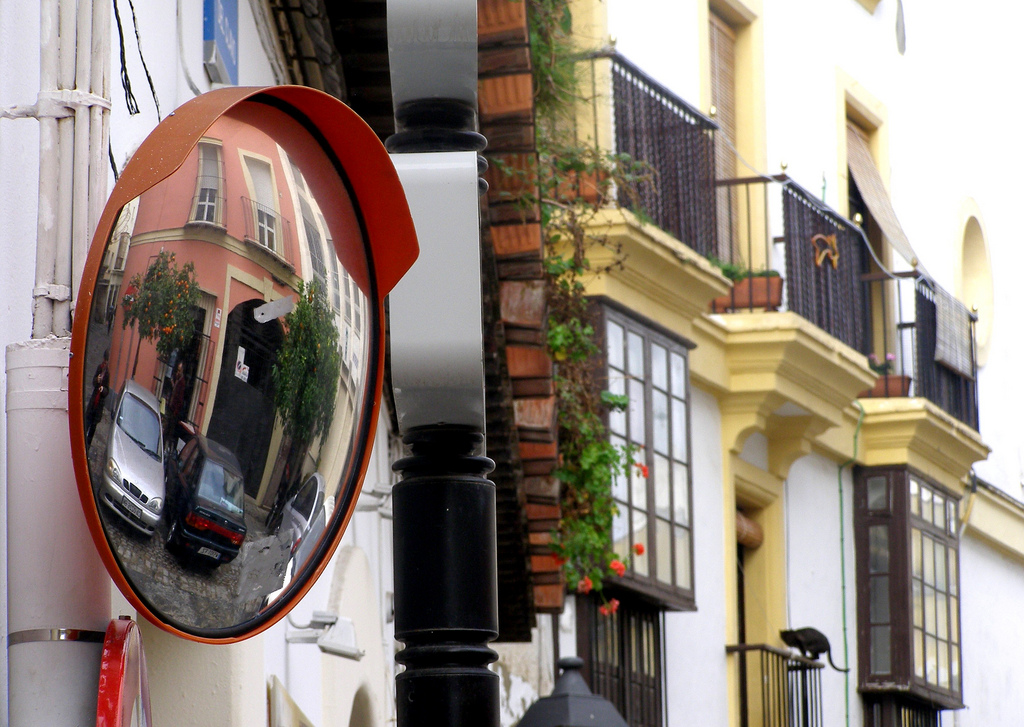
La calle Tornería, parte limítrofe con la Judería.

13. Mujer e hijos del difunto Abrahén abén Nino
14. Abrahén abén Poligén
15. Don Abrahén abén Pulligar
16. Abén Quetir
17. Abén Rabab
18. Don Yahia abén Yunez
19. Yuçaf Abez
20. Hayón Abnalahmar
21. Yuçaf Açaeg
22. Abrahén Adarhí
23. Çuleima Adarhy
24. Yuçaf Alhalle
25. Hayn Alachal
26. Abrahén Alleial
27. Hayón Alheial
28. Fi de Alleyial
29. Mossé Alahem
30. Samuel Alamín
31. Muça Alatar
32. Çag Albardán o Albardón
33. Mujer e hijos del difunto Yuçaf Alboruelo o Aberrovillo
34. Çag Alcaçabí
35. David Alcaçabí
36. Jacob Alcaçabí
37. Yuçaf Alcaçabí. Había morado en la villa en tiempos de los moros.
38. Abrahén Alcuxcó
39. Çuleima Alcuxcó
40. Don Abrahén Alfulluz
41. Jacob Almogroç
42. Yhayha Lózaro
43. Çuleima fi del Alvo
44. Don Jacob Anoc al Hallelí
45. Çag Arromiz
46. Abrahén Atabac o Tabac
47. Don Abrahén Axucory
48. Yaná, hijo de Don Abrahén Axucury
49. Yuçaf Axucury
50. Axucury, oficio ballestero.
51. Salomón Balrrach o Barrach, ome bono.
52. Çag Barsalay o Barzalay
53. Samuel de Cádiz. Don Samuel.
54. Samuel Carnicero
55. Don Yhudá Çarrag
56. Abrahén de Carrión
57. Jacob Castellano
58. Çag el cordonero. Adujo carta del Rey plomada.
59. Çag Çapata
60. Samayn fi de Çapata. Fi de Papata.
61. Yuçaf Çarbay
62. Miçan Çardina
63. Çid
64. Cidiello, alfayate.
65. Çimhá, hija de Pumia.
66. Çimhá, hija de Xtaruçí. "Muriera su padre, quendo se alçara la villa".
67. Mossé Cohén, suegro de Navarro.
68. Samuel Cohén
69. Yhudá fi de Erma
70. Falcón
71. Çag de Faro, hermano de Leví
72. Yhudá Feeth
73. Samuel Fierro
74. Yza Halhayl
75. Yzmel Hallayn
76. Maymón Halucán
77. Salomón Harquiello. Salomón, ballestero.
78. Hualid
79. Don Yuçaf Jabalí
80. Jamila. Jamila y su hijo.
81. Leví, hermano de Çag de Faro.
82. Samuel Leví
83. Mardohay
84. Don Mayr, almojarife.
85. Don Çag, fi de Don Mayr
86. Don Jhudá Mosca
87. Don Mossé
88. Navarro, yerno de Mossé Cohén
89. Mossé Piche
90. Çag Quixarós. Residió en la villa en tiempos de los moros.
91. Abrahén Saltos
92. Rabí Çag Sabuchiel
93. El rab (rabino) Don Trodoç
94. Çag Variat
95. Don Velleçid, ballestero del rey a caballo, que heredó con los XL ballesteros.
96. Vellido de Castro
97. Hijo de Vellido
98. Yantob, labrador
99. Yantolí

## Decadencia de la judería de Jerez
A partir de la matanza en la judería sevillana del 6 de junio de 1391 y una crisis económica, la judería jerezana se sume en una crisis. También comienza la predicación de los frailes dominicos del cercano convento de la Puerta de Sevilla, adyacente a la aljama. Muchos judíos, ante el temor por las noticias de la matanza, se convierten al cristianismo. 
El 20 de agosto de 1391, con los privilegios del Real Convento de Santo Domingo de Xerez de la Frontera, toma relevancia el conflicto de los conversos: un grupo de conversos de la judería de Jerez dona terrenos lindantes con el fonsario a los frailes dominicos. Estos conversos implicarían una importante baja en la población de la judería, que reforzaría su profunda crisis.

Miércoles primero de enero año MCCCCLXXXIII años... este día mandaron los inquisidores apregonar que todos los judíos de Sevilla e de su tierra que dentro en treinta días vendiesen todas sus faciendas e que saliesen fuera del arzobispado de Sevilla so pena de perder todos sus bienes los quales faltasen por vender. En este tiempo picaba la pestilencia en Xerez e vino la nueva como la mandaban los inquisidores esto, e, como lo oyeron los judíos en Xerez, comenzaron a vender todo lo suyo en manera que valía cien maravedís dábanlo por treinta maravedís e ansi todo lo que mucho valía vendíanlo mcuho de valde todas las cosas.
Benito de Cárdenas, Expulsión de judíos de Andalucía

El 1 de enero de 1483, la Inquisición decide expulsar a los judíos de Andalucía, orden refrendada por la monarquía. El 4 de enero, las personalidades más notables de la judería se presentan ante el Cabildo de Jerez para aseverar la noticia e implorar la protección de la ciudad. La ciudad envía a Sevilla a Pedro Sepúlveda, un notable del Concejo, para hablar con los inquisidores y preguntarles si la orden afecta también a la judería jerezana y la concesión de una prórroga en su ejecución. 
Ante la negativa, se recurre a los Reyes Católicos. Estos conceden una prórroga de seis meses a la salida de los judíos de Jerez, pero dicha prórroga se extendió indefinidamente en la ciudad. Hasta el 2 de agosto de 1492, con el destierro definitivo, los judíos seguían administrando sus propiedades y llevando una vida relativamente normal.

## La judería de Jerez en la actualidad
En el Jerez actual apenas queda el reflejo del nombre asignado a algunas de sus calles y la geografía urbana, donde se puede identificar el lugar que ocupaba la judería. 

- Calle Judería. Lleva este nombre por constituir con otras calles el barrio dado a los judíos en 1264 por Alfonso X el Sabio. En él había dos sinagogas, un hospital y una alhóndiga; la última sinagoga se desplomó en 1479, día 13 de febrero. A una parte de esta calle se le ha llamado también Muladar de Carballo, y calle de la Sinagoga; es la plazoleta formada detrás de la Tornería. La otra sinagoga estaba donde hoy el Colegio del Santo Ángel, calles de Alvar López, San Cristóbal y Tornería. Es evidente que no tenía el actual perímetro del Colegio; sino sólo lo que ocupa la casa principal, calle Tornería o poco más.
- Calle Honsario. Recibe este nombre a causa de formar parte del antiguo Fonsario de los judíos, concedido después de la Reconquista a la Aljama respectiva de la ciudad por Alfonso X. Dicho enterrameinto comprendía el terreno entonces despoblado desde San Francisco a Sto. Domingo, con dirección a la Carrera de Arcos. De dicho fonsario hizo donación la ciudad en 1469 a Martín de Vera, hijo de Pedro de Vera, el célebre conquistador y Gobernador de las Canarias. La construcción de casas por estos lares empezó en 1395 y continuó en 1460, celebrado ante Juan de Torres, se manda sacar a çienso e tributo los solares de la parte cerca del fonsario de los judíos para edificar en ellos.
- Calle Arcos. La construcción de casas en la Calle Arcos consta empezó por los años 1391 a 1395. Se comprueba en la escritura publicada en la colección “Nuevas memorias judiegas” (El Guadalete, folletines, 1892), otorgada por la Aljama de los judíos de Xerez a favor de los frailes dominicos de la ciudad, en que les venden aquéllos el fonsario en que se enterraban los judíos que es entre la Puerta del Real a la Puerta de Sevilla, en linde con el valladar de los cambrones de la huerta de la dicha Orden, o con el camino que sale de la Villa e va a Arcos e con la caba (foso) que está cerca del muro de la Villa (calles hoy de Bizcocheros, Honsario, Arcos, Honda, Naranjas e intermedias) o sea el perímetro limitado por las de Bizcocheros (valladar de la Huerta), camino de Arcos (calle de Arcos), calle de Fonsario (hoy Honsario) y caba cerca del muro y arroyo que sale de dicha caba (hoy calle Honda) y su prolongación a la Puerta de Sevilla.

Muñoz y Gómez, Agustín, Noticias histórica de las calles y plazas de Xerez de la Frontera

El antiguo Centro Comercial La Judería, principal inmueble que ocupa la judería, ha sido adquirido por una cadena de hoteles, de igual de forma se prevé un pasaje directo desde la calle Larga a través de la antigua muralla 